# Acrodictyopsis
Acrodictyopsis är ett släkte av svampar. Acrodictyopsis ingår i divisionen sporsäcksvampar och riket svampar.